# Кандиба Олег Олегович
Кандиба Олег Олегович (31 липня 1944, Прага — 19 вересня 2012, Оттава, Канада) — фізик, громадський діяч, син Олега Ольжича й онук Олександра Олеся.

## Життєпис
Мати — Катерина Білецька, дочка літературознавця Леоніда Білецького.
Батько, Олег Ольжич, у січні 1944 року став Головою ПУН ОУН. Коли батько дізнався, що мама чекає на дитину, моментально вислав її з України до Праги. Боявся, що німці її заарештують. Народився Олег за півтора місяця після смерти батька, який був закатований у концтаборі. Наближався радянський фронт, за родиною полював НКВС, тому вони змушені були тікати. Так малий Олег з матір'ю опинився в Німеччині, у таборі біженців поблизу Нового Ульма.
Протягом 1944—1949 років перебував з матір'ю у Німеччині в таборі біженців під іншим прізвищем, а 1949 року емігрували до Канади.
У 1967 році закінчив факультет фізики Квінського університету в Кінгстоні й отримав диплом за спеціальністю «Прикладна фізика». Працював для НАСА, консультантом міністерства оборони Канади (питання озброєнь, виготовлення ПЗ для ВМФ та приладів, які застосовували ВПС), спеціалізувався на штучному інтелекті.
У 1978 році одружився з українкою Тамарою Литвинець. У шлюбі народилися діти: Андрій та Ярина.
Ще юнаком вступив до Пласту. Був головою Оттавського відділення Канадського товариства приятелів України. Ініціював й організував допомогу дітям, які постраждали від наслідків Чорнобильської катастрофи. Активно долучився до розбудови Фундації ім. Олега Ольжича в Києві.
Відійшов у вічність після відзначення 100-ліття Пласту.